# Luvianos
Luvianos è un comune del Messico, situato nello stato di Messico, il cui capoluogo è la località di Villa Luvianos.